# Xã Springhill, Quận Hempstead, Arkansas
Xã Springhill (tiếng Anh: Springhill Township) là một xã thuộc quận Hempstead, tiểu bang Arkansas, Hoa Kỳ. Năm 2010, dân số của xã này là 1.520 người.